# Newbiggin-by-the-Sea
Newbiggin-by-the-Sea este un oraș și o stațiune turistică litorală în comitatul Northumberland, regiunea North East, Anglia. Orașul se află în districtul Wansbeck. 